# Spanurus compressus
Spanurus compressus är en tvåvingeart som beskrevs av Karsch 1886. Spanurus compressus ingår i släktet Spanurus och familjen rovflugor.
Artens utbredningsområde är Angola. Inga underarter finns listade i Catalogue of Life.